# Albert Namatjira
Albert Namatjira (28 de julio de 1902 - 1959), llamado en un principio Elea Namatjira pero renombrado Albert tras su bautizo cristiano, fue un famoso pintor aborigen australiano de la tribu de los aranda.

## Biografía
Nació en la comunidad aborigen de Hermannsburg (Ntaria en lengua nativa) y creció en la misión luterana del lugar. Ya era un artista con talento antes de que el pastor Albrecht de la misión, le regalara en 1934 su primer equipo de pintura. En 1936 acompañó como guía al artista australiano Rex Battarbee en su viaje para pintar al cercano Palm Valley y allí es donde este le enseñó la técnica de la acuarela. Bajo la tutela y apoyo de Battarbee desarrolló su técnica distintiva. Sus acuarelas de áridos paisajes del desierto, realizados al estilo occidental, llegaron a adquirir mucha fama y en su primera exposición de pintura, en Melbourne en 1938, se vendieron todos los cuadros. En 1957 le fueron otorgados los derechos de ciudadanía australiana completos, diez años antes de que toda la población aborigen del país los recibiera.
Hasta la década de los 80, gracias a una cierta abundancia de exposiciones, publicaciones y documentales sobre Namatjira, no se comenzó a reconocer que, aunque pintara con técnicas y materiales occidentales, estaba adaptando el simbolismo del paisajismo de occidente para sus propios propósitos culturales aborígenes. Su pintura está basada de un modo consistente en la tradición, mitología y entorno de los aranda. Así, por ejemplo, su utilización de tonos ocres se corresponde con los colores que utilizaran habitualmente sus mayores y pueden percibirse en su obra repeticiones de rocas y árboles similares como creación de símbolos eternos, propios de las concepciones espirituales de su cultura ancestral.